# Sekwencja Chi
Sekwencja Chi, miejsce Chi (z ang. Crossover Hotspot Instigators) – powtarzająca się w genomie Escherichia coli sekwencja nukleotydowa związana z inicjacją procesu rekombinacji homologicznej.

## Struktura
Sekwencja Chi złożona jest z ośmiu nukleotydów o sekwencji : 5'-GCTGGTGG-3'. Cała struktura jest podobna do greckiej litery Chi. U Escherichia coli sekwencja Chi występuje co ok. 6 kpz i charakteryzuje się tym, że zlokalizowana jest ok. 1 kpz od otwartej ramki odczytu (Open reading frame - ORF).

## Rola
Sekwencja Chi jest istotnym elementem w procesie rekombinacji homologicznej. W tym procesie uczestniczy kompleks białek RecBCD oraz białka RecA. Po napotkaniu przez białko RecBCD następuje zmiana konformacji białka poprzez odłączenie helikazy RecD. Mechanizm dalszego etapu nie jest znany. Według najnowszego modelu zmiana konformacji powoduje zmniejszenie lub zniesienie aktywności egzonukleazy 3' - 5' białka RecB, co powoduje nacięcie nici DNA w pobliżu miejsca Chi. Następnie wolny koniec 3' zostaje opłaszczony przez białko opiekuńcze RecA.